# Firma de la Declaración de Independencia de los Estados Unidos

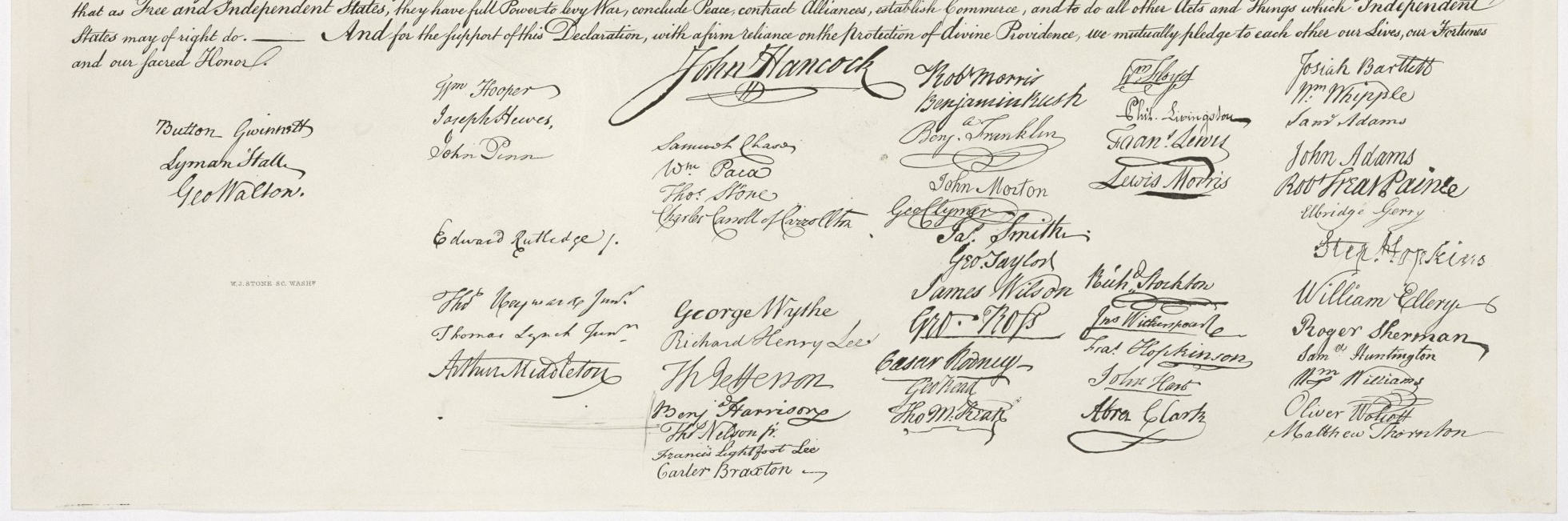
Las firmas en la declaración de Independencia

En el Segundo Congreso Continental en Filadelfia, cincuenta y seis delegados firmaron la Declaración de Independencia de los Estados Unidos de América, una proclamación que afirmaba que las trece colonias americanas,estaban en guerra con Gran Bretaña, y era hora de que se  independizaran, y así, ya no una parte del Imperio británico. A pesar de que la redacción de la declaración estuvo aprobada por el Congreso el 4 de julio de 1776, la fecha de su firma ha sido cuestionada. La mayoría de los historiadores han concluido que ésta se firmó casi un mes después de su adopción, el 2 de agosto de 1776, y no el 4 de julio como se ha considerado generalmente.

## Fecha de la firma

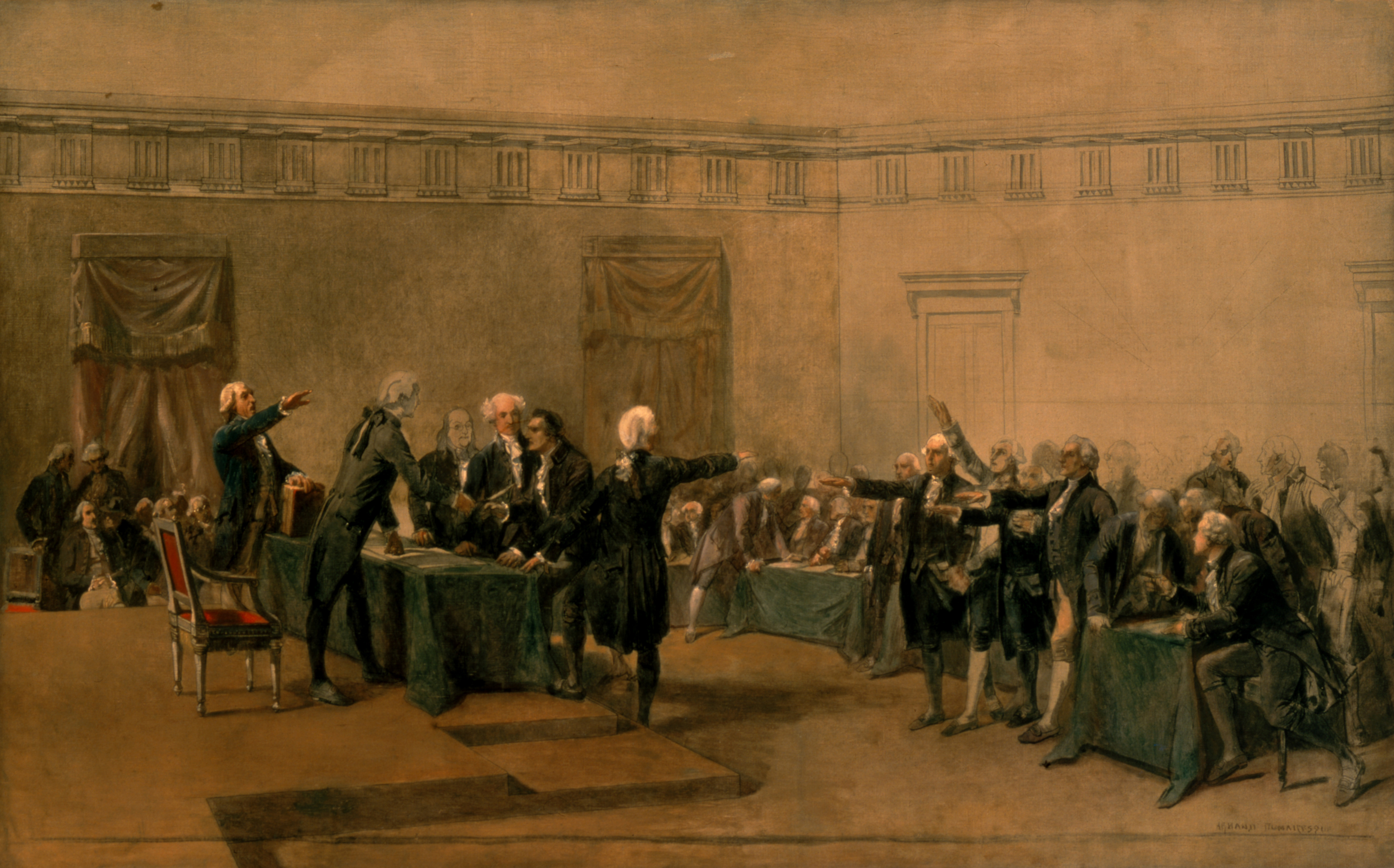
La declaración de Independencia de los Estados Unidos de América, por Armand-Dumaresq, (c. 1873) cuadro que se encuentra en la Casa Blanca desde finales de los años 80.

La fecha en que la declaración se firmó ha sido, desde hace mucho tiempo, un tema de debate. Dentro de una década después del acontecimiento, Thomas Jefferson, Benjamin Franklin, y John Adams todos escribieron que la declaración se firmó por el Congreso el 4 de julio de 1776. Esto parecía estar confirmado por la copia firmada de la declaración, la cual lleva la fecha del 4 de julio. Otra fuente que proporcionó soporte adicional fue los Diarios de Congreso, documento público oficial del Congreso Continental. En ellos aparece que cuando los procedimientos para el año de 1776 se publicaron por primera vez en 1777, la entrada del 4 de julio de 1776, establece que la declaración fue escrita en versión final (la copia oficial era manuscrita) y firmada en aquella fecha.
En 1796, el firmante Thomas McKean debatió que la declaración había sido firmada el 4 de julio, señalando que algunos firmantes no estaban entonces presentes, incluyendo a varios que ni siquiera habían sido elegidos en el Congreso sino hasta después de aquella fecha. Más tarde escribió: "nadie firmó ese día sino muchos días después". A pesar de que Jefferson y Adams discrepaban con McKean, su reclamación ganó apoyo cuando los Diarios Secretos del Congreso estuvieron publicados en 1821. Los Diarios Secretos contuvieron dos entradas anteriormente inéditas sobre la declaración. La entrada del 19 de julio reza:
La entrada del 2 de agosto enuncia:

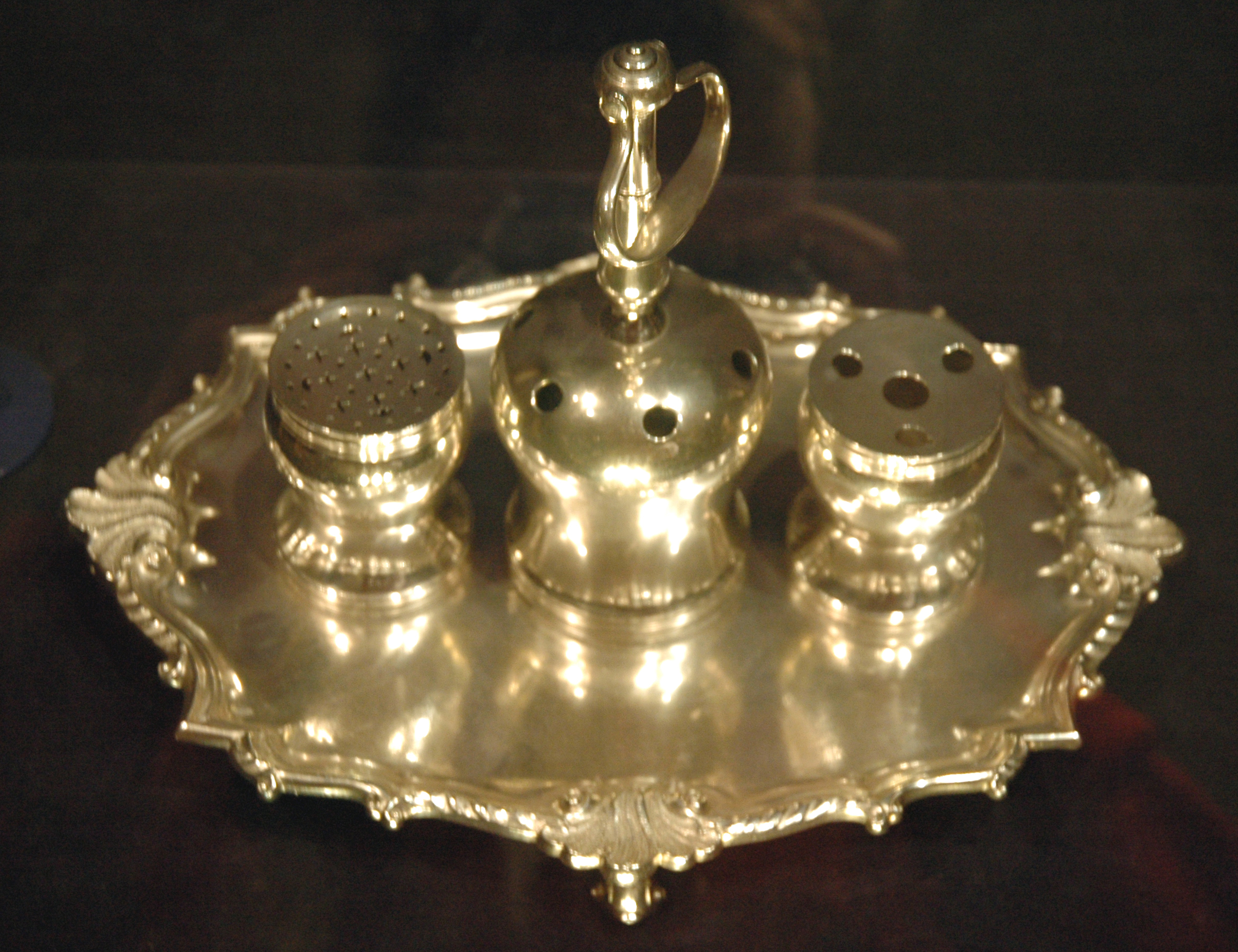
El Syng inkstand estuvo utilizado durante la firma de la declaración

En 1884, el historiador Mellen Chamberlain argumentó que estas entradas indicaron que la versión firmada de la famosa declaración había sido creada siguiendo la resolución del 19 de julio, y no había sido firmada por Congreso sino hasta el 2 de agosto. El historiador John Hazelton confirmó en 1906 que muchos de los firmantes no habían estado presentes en el Congreso el 4 de julio, que los cincuenta y seis firmantes nunca habían estado todos juntos como grupo, y que algunos delegados tuvieron que haber añadido sus firmas incluso después del 2 de agosto. Aunque es posible que el congreso haya firmado un documento el 4 de julio que luego se haya perdido, los historiadores no creen que esto hubiera podido ser probable.
A pesar de que la mayoría de historiadores han aceptado el argumento de que la declaración no fue firmada el 4 de  julio, y de que su versión final no fue creada hasta después del 19 julio, el historiador legal Wilfred Ritz escribió en 1986 que "los historiadores y los eruditos están equivocados". Ritz Argumentó que la versión final de la declaración se firmó por Congreso el 4 de julio, como Jefferson, Adams, y el Franklin lo habían declarado, y que era implausible que los tres estuvieran equivocados. Ritz creyó que el testimonio de McKean era cuestionable, y que los historiadores habían malinterpretado la resolución del 19 de julio. Según Ritz, esta resolución no pedía la creación de un nuevo documento, sino que se le diera un título nuevo al documento existente, el cual era necesario después de la anexión de Nueva York a los otros doce estados en declarar independencia. Ritz Argumentó que la frase "firmada por cada miembro de Congreso" en la resolución del 19 julio significó que aquellos delegados que no habían firmado la declaración el 4, se les exigía ahora hacerlo.
Ritz Argumentó que aproximadamente treinta y cuatro delegados firmaron la declaración el 4 de julio, y que los otros firmaron el o después del 2 de agosto. Los Historiadores quienes rehúsan al 4 julio como la fecha de la firma mantienen que la mayoría de los delegados firmaron el 2 de agosto, y que aquellos firmantes eventuales quienes no estuvieron presentes añadieron sus nombres más tarde.

## Lista de firmantes
Cincuenta y seis delegados finalmente firmaron la declaración:
| Presidente del Congreso 1. John Hancock (Bahía de Massachusetts) Nuevo Hampshire 2. Josiah Bartlett 3. William Whipple 4. Matthew Thornton Bahía de Massachusetts 5. Samuel Adams 6. John Adams 7. Robert Treat Paine 8. Elbridge Gerry Rhode Island y las Plantaciones de Providence 9. Stephen Hopkins 10. William Ellery Connecticut 11. Roger Sherman 12. Samuel Huntington 13. William Williams 14. Oliver Wolcott Nueva York 15. William Floyd 16. Philip Livingston 17. Francis Lewis 18. Lewis Morris | Nueva Jersey 19. Richard Stockton 20. John Witherspoon (antepasado de Reese Witherspoon) 21. Francis Hopkinson 22. John Hart 23. Abraham Clark Pensilvania 24. Robert Morris 25. Benjamin Rush 26. Benjamin Franklin 27. John Morton 28. George Clymer 29. James Smith 30. George Taylor 31. James Wilson 32. George Ross Delaware 33. Caesar Rodney 34. George Read 35. Thomas McKean Maryland 36. Samuel Chase 37. William Paca 38. Thomas Stone 39. Charles Carroll of Carrollton | Virginia 40. George Wythe 41. Richard Henry Lee 42. Thomas Jefferson 43. Benjamin Harrison 44. Thomas Nelson, Jr. 45. Francis Lightfoot Lee 46. Carter Braxton Carolina del Norte 47. William Hooper 48. Joseph Hewes 49. John Penn Carolina del Sur 50. Edward Rutledge 51. Thomas Heyward, Jr. 52. Thomas Lynch, Jr. 53. Arthur Middleton Georgia 54. Button Gwinnett 55. Lyman Hall 56. George Walton |

## Detalles de los firmantes
De los aproximadamente cincuenta delegados de quiénes se cree que hayan estado presentes en el Congreso durante la votación de independencia al comienzo del mes de julio de 1776, ocho nunca firmaron la declaración: John Alsop, George Clinton, John Dickinson, Charles Humphreys, Robert R. Livingston, John Rogers, Thomas Dispuesto, y Henry Wisner. Clinton, Livingston, y Wisner atendían deberes fuera del Congreso cuando la firma tuvo lugar. Willing y Humphreys, quiénes votaron contra la resolución de independencia, estuvieron reemplazados en la delegación de Pensilvania antes de la firma del 2 de agosto. Rogers había votado por la resolución de independencia pero ya no era un delegado el 2 de agosto. Alsop, quién favoreció la reconciliación con Gran Bretaña, dimitió en lugar de añadir su nombre al documento. Dickinson Rechazó firmar, porque pensaba que la declaración estaba aún prematura, pero continuó en el Congreso. A pesar de que George Lee había votado contra la resolución de independencia, y Robert Morris se había abstenido, ambos firmaron la declaración.
La firma más famosa en la versión final de la declaración es la de John Hancock, quien, como Presidente del Congreso, presumiblemente fue el primero en firmar. La firma grande y extravagante de Hancock se volvió icónica, y el nombre John Hancock emergió en los Estados Unidos como un sinónimo informal de "firma". Dos futuros presidentes, Thomas Jefferson y John Adams, estaban entre los firmantes. Edward Rutledge (edad 26) era el firmante más joven, y Benjamin Franklin (edad 70) era el firmante más viejo.

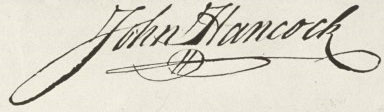
La ahora icónica firma de John Hancock en la declaración de independencia es de casi 5 pulgadas (13 cm).

Algunos delegados, incluyendo Samuel Chase, estaban afuera en actividades de negocios cuando la declaración fue debatida, pero estuvieron de vuelta en Congreso para firmar el 2 de agosto. Otros delegados estuvieron presentes cuando la declaración fue debatida, pero añadieron sus nombres después del 2 de agosto, incluyendo Elbridge Gerry, Lewis Morris, Oliver Wolcott, y Thomas McKean. Richard Henry Lee y George Wythe estaban en Virginia durante los meses de julio y agosto, pero al regresar al Congreso firmaron la declaración probablemente en septiembre y octubre, respectivamente.
También se le permitieron firmar a los nuevos delegados que se unieron al Congreso. Ocho hombres firmaron la declaración los cuales no tuvieron asientos en el Congreso sino hasta después del 4 julio: Matthew Thornton, William Williams, Benjamin Prisa, George Clymer, James Smith, George Taylor, George Ross, y Charles Carroll of Carrollton. Debido a una carencia de espacio en el documento, Thornton fue incapaz de firmar junto a los otros delegados de Nuevo Hampshire; él en cambio colocó su firma al final del documento, en la parte más inferior a la derecha.
La primera versión publicada de la declaración, el Dunlap broadside, no listó a los firmantes excepto a John Hancock y Charles Thomson. El público no supo quiénes habían firmado la versión final del documento hasta el 18 de enero de 1777, cuando el Congreso ordenó que una "copia autenticada", incluyendo los nombres de los firmantes, fuera enviada a cada uno de los trece estados. Esta copia, el Goddard Broadside, fue la primera copia en listar a todos los firmantes.

## Historias y leyendas
Varias leyendas sobre la firma de la declaración emergieron años más tarde, cuando el documento se había vuelto un símbolo nacional importante. En una historia famosa, John Hancock supuestamente dijo que [Nosotros] el Congreso, al haber firmado la declaración, tenemos ahora que "apoyarnos todos mutuamente", y Benjamin Franklin respondió: "Sí,  tenemos de hecho que  apoyarnos todos mutuamente, o más definitivamente, deberíamos apoyarnos separadamente." La cita no apareció impresa hasta más de cincuenta años después de la muerte del Franklin.